# Glenea enganensis
Glenea enganensis là một loài bọ cánh cứng trong họ Cerambycidae.